# چهارطاقی کهنارو
چهار طاقی کهنارو مربوط به دوره ساسانیان است و در شهرستان فیروزآباد، بخش مرکزی، روستای شهید دستغیب واقع شده و این اثر در تاریخ ۱۲ بهمن ۱۳۸۱ با شمارهٔ ثبت ۷۱۸۹ به‌عنوان یکی از آثار ملی ایران به ثبت رسیده است.